# ام‌جی ام‌جی‌بی

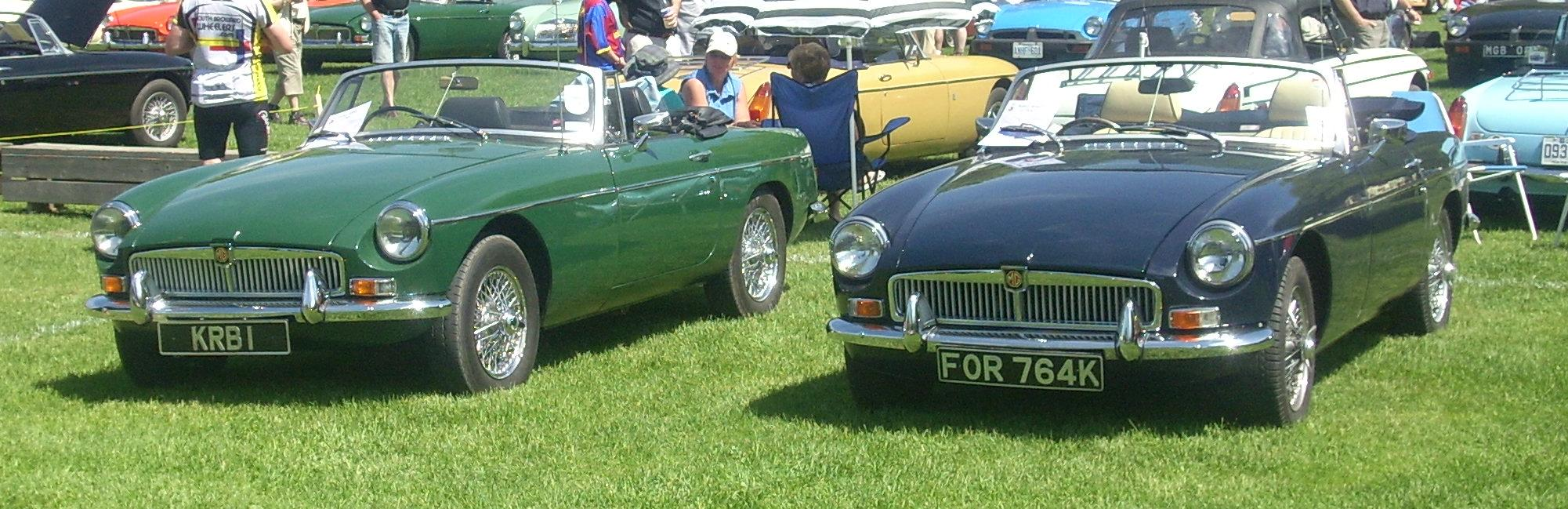

ام‌جی ام‌جی‌بی (MG MGB) خودرویی است که در سال‌های ۱۹۶۲ تا ۱۹۸۰در انگلند تولید شده‌است. 
این خودرو در کلاس خودرو اسپورت قرار گرفته، طراحی آن خودروهای موتور جلو-محور عقب بوده است. 

## نگارخانه

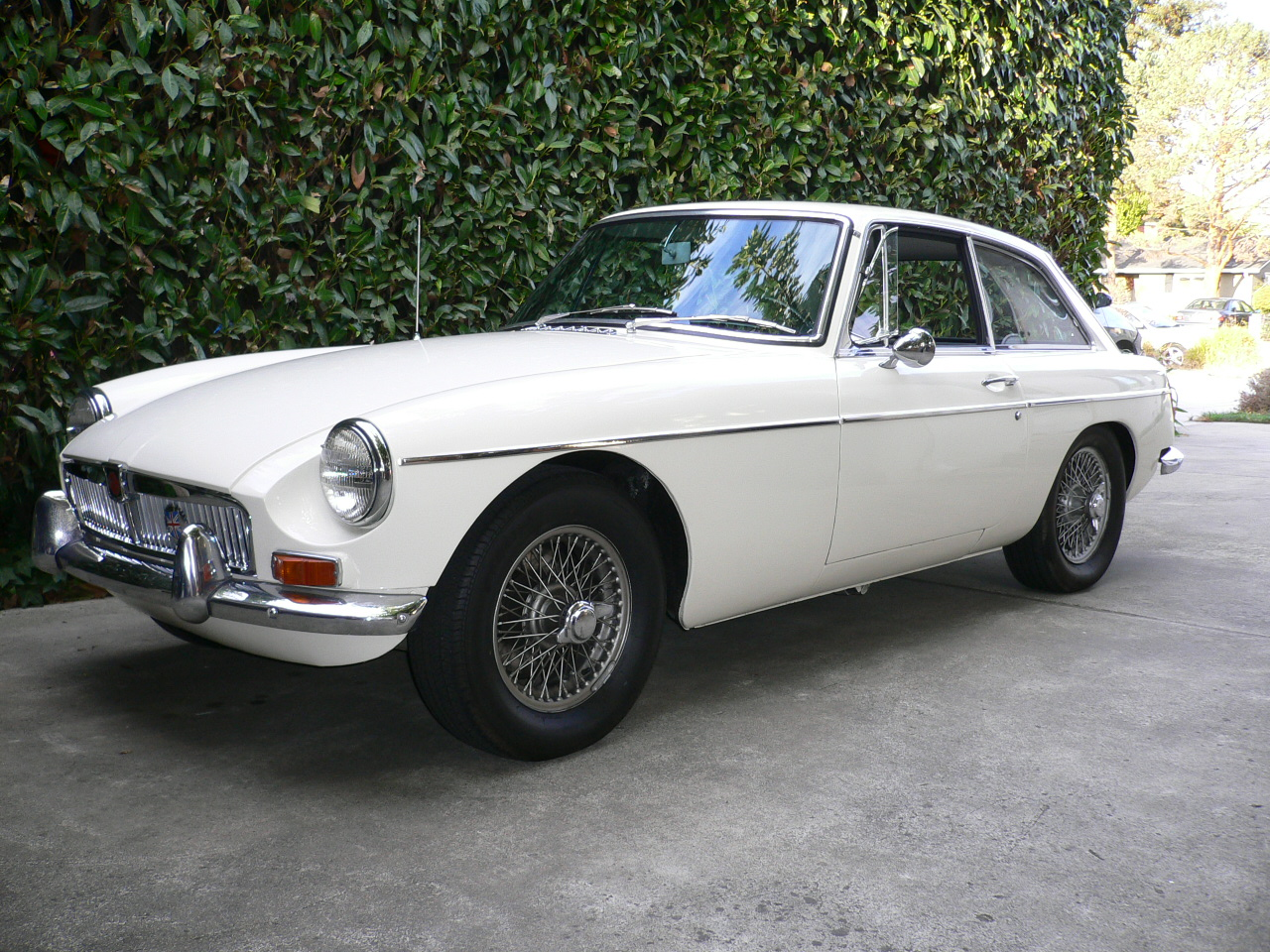
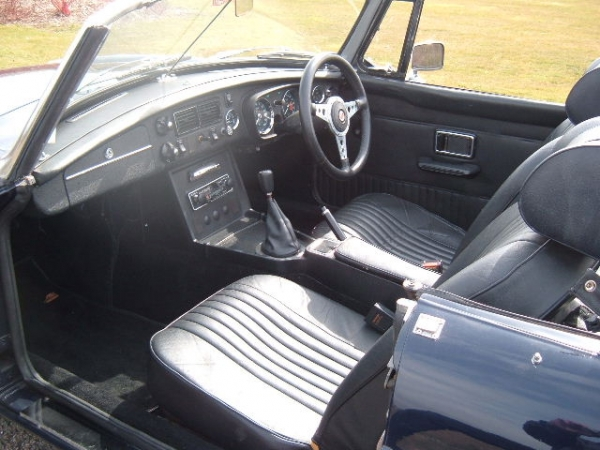
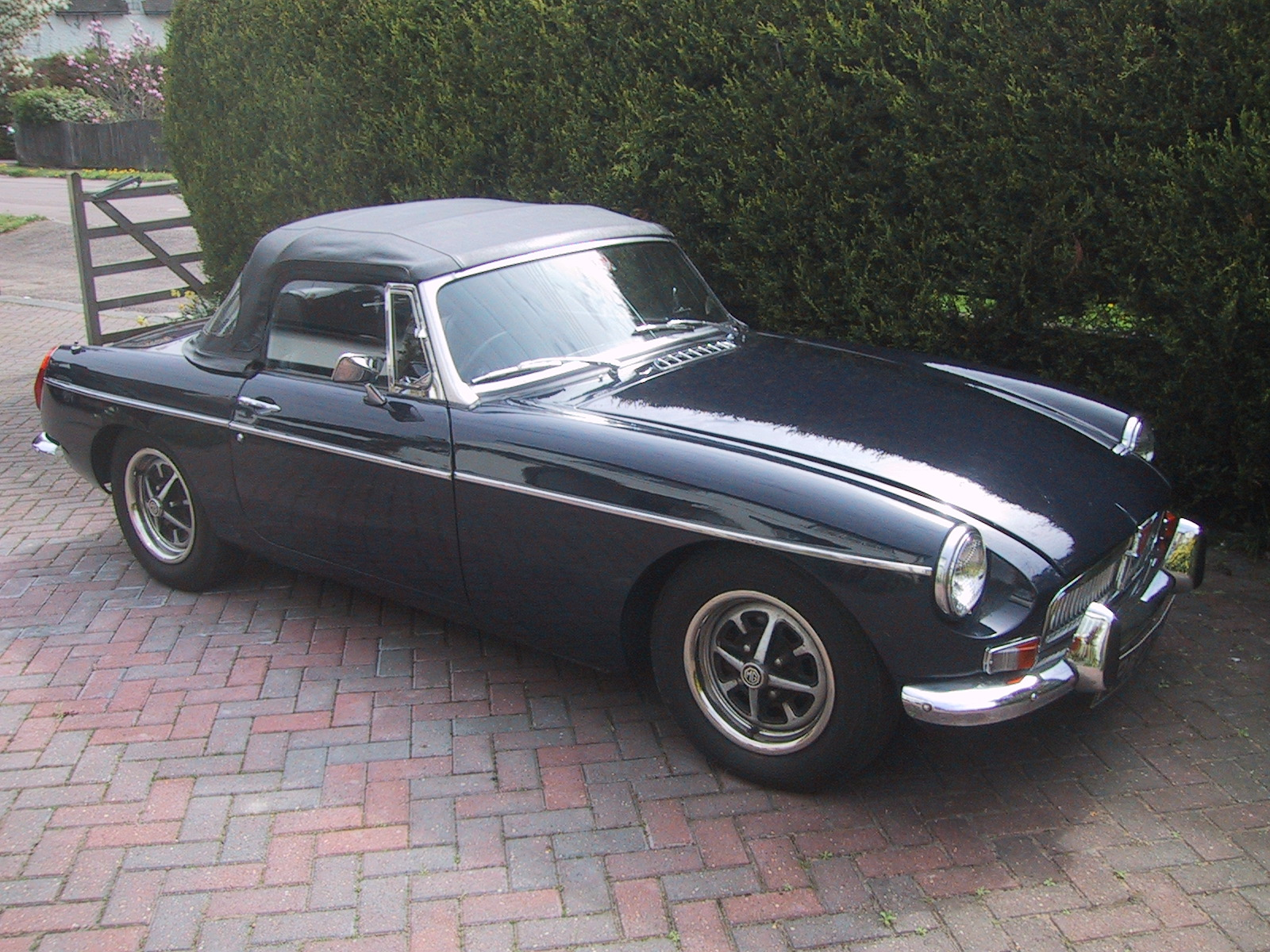
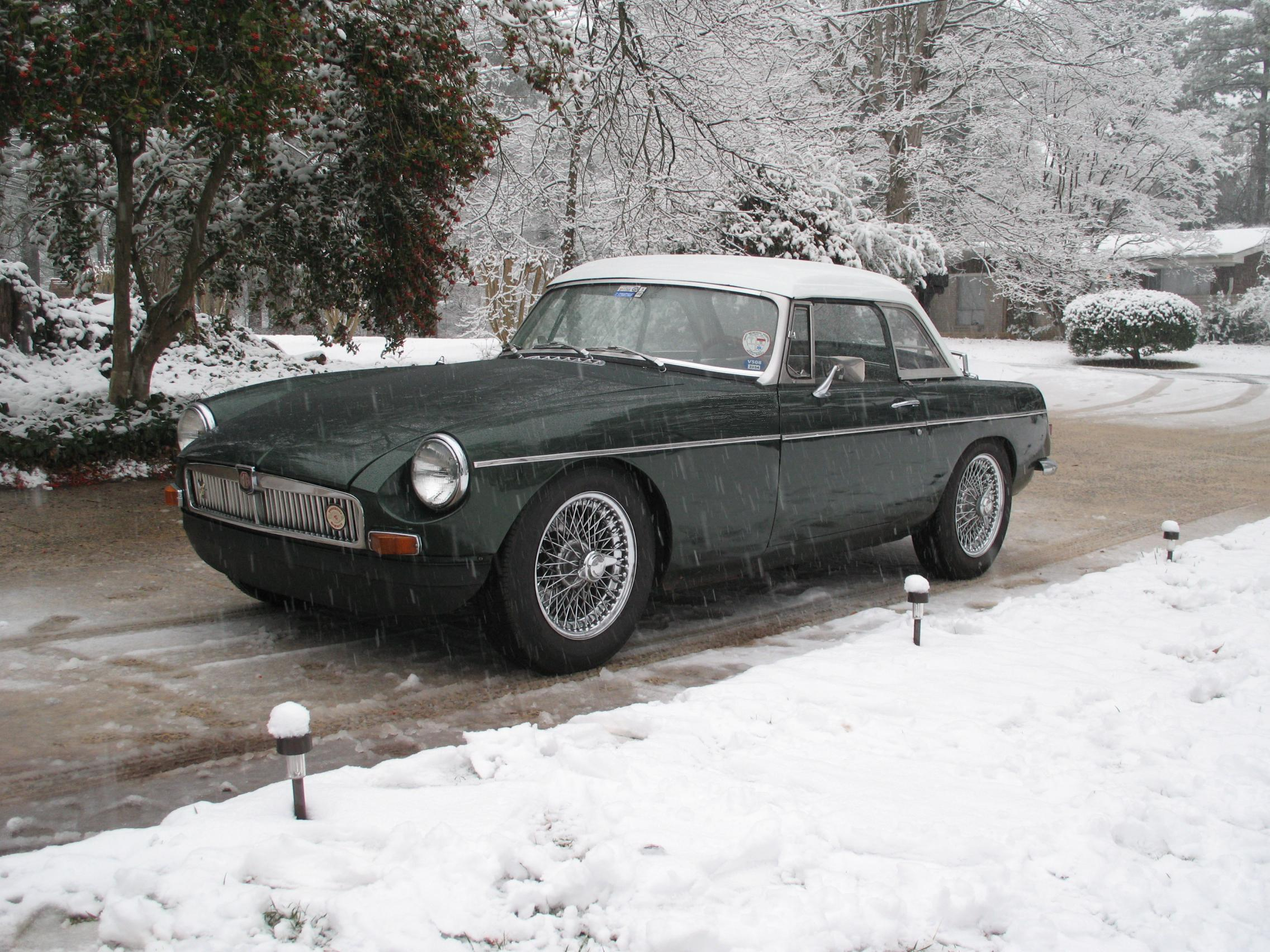
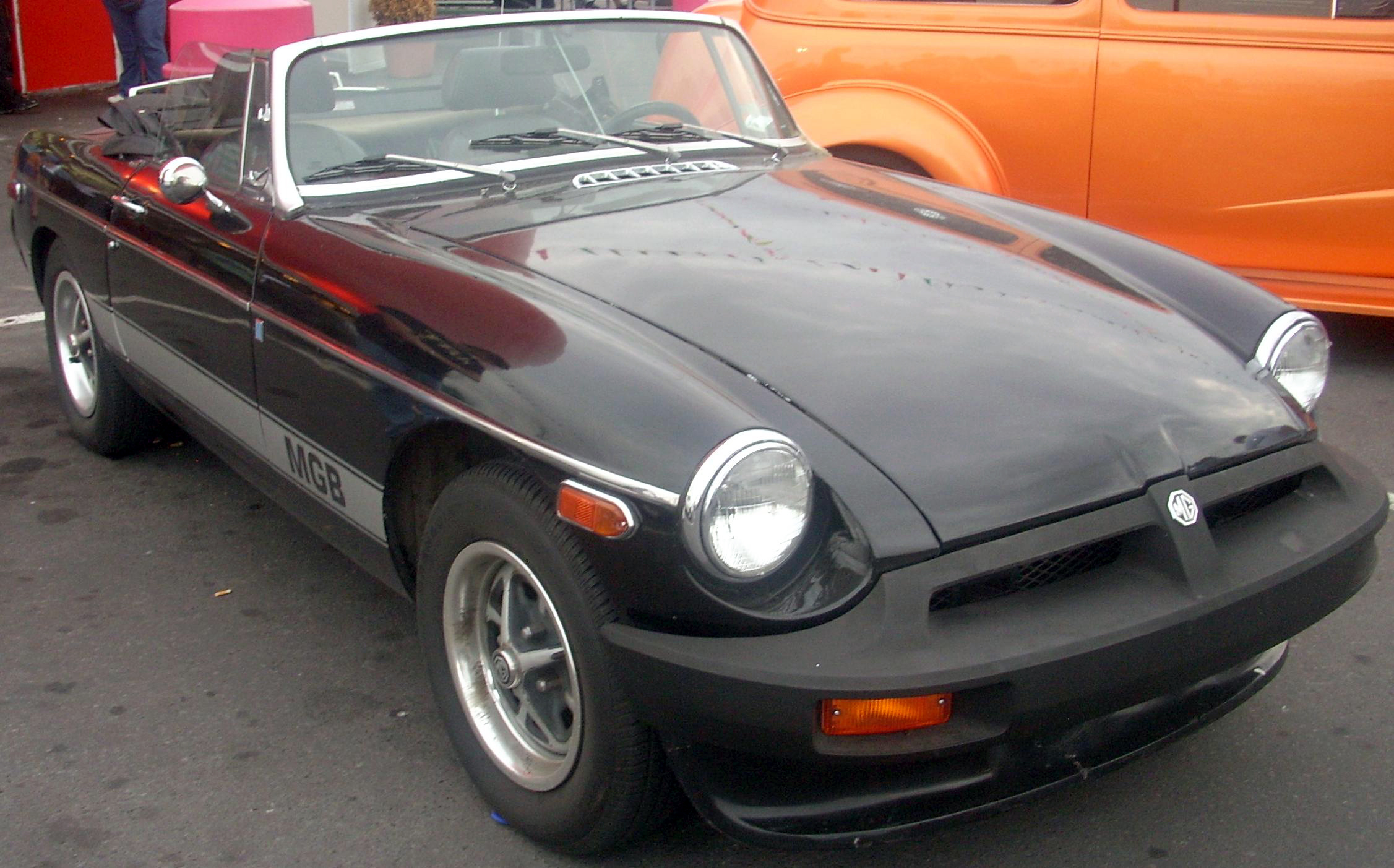
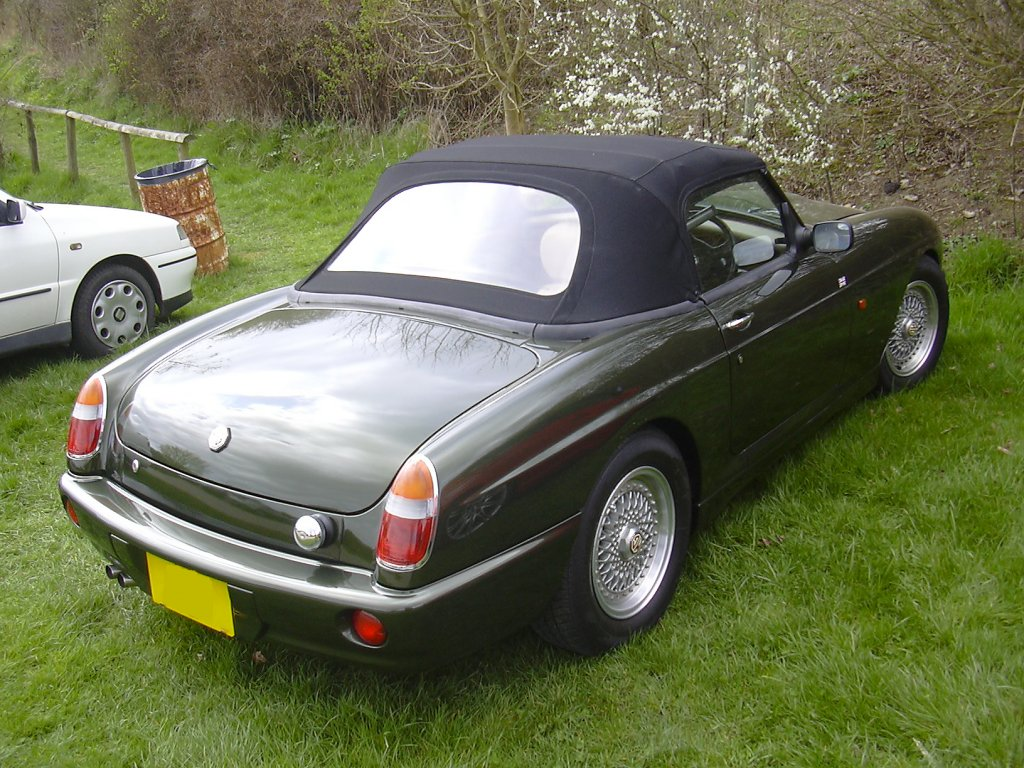
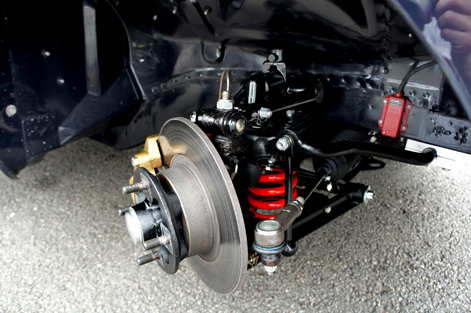
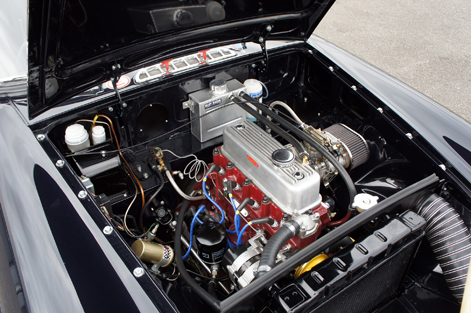